# فخر

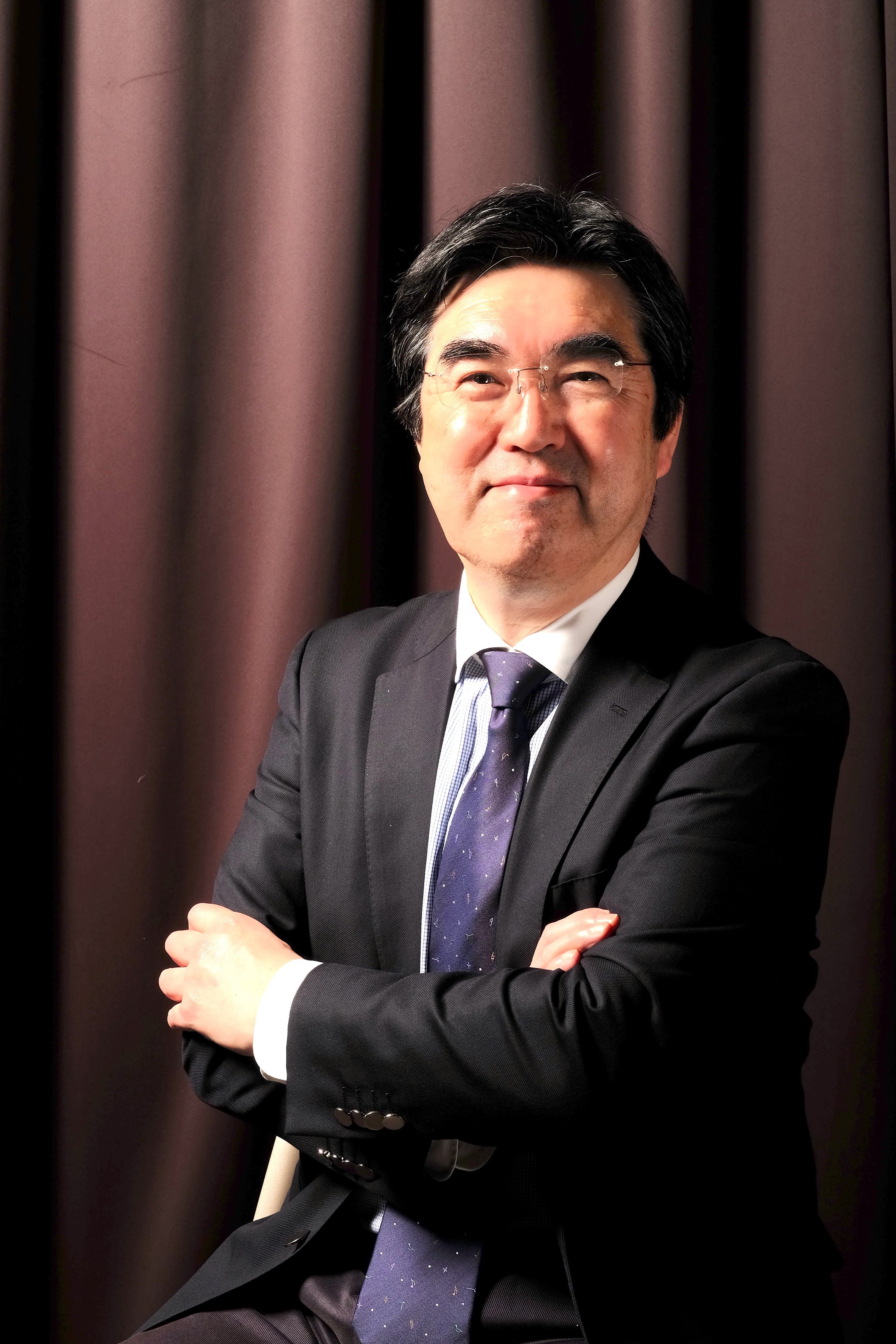

الفخر هو شعور يعود إلى احترام الذات والثقافة العربية مليئة بالأمثلة الدالة على الفخر. ومن الشعراء الذين اشتهروا بالفخر المتنبي وامرؤ القيس وعنترة بن شداد وغيرهم.